# Viktor Losev
Viktor Losev (ryska: Виктор Васильевич Лосев), född den 25 januari 1959 i Murom, Sovjetunionen (nuvarande Ryssland), är en rysk fotbollstränare och tidigare spelare (sovjetisk/rysk) som med det Sovjetiska landslaget tog OS-guld vid de olympiska sommarspelen 1988 i Seoul.

### Webbkällor
- Denna artikel är helt eller delvis översatt från motsvarande artikel på engelska wikipedia.
- Sports-reference.com (engelska)